# LPGA Championship
Die LPGA Championship (Ladies Professional Golf Association Championship) ist gemeinsam mit der United States Women’s Open Championship, den Women’s British Open, der The Chevron Championship und der The Evian Championship eines der fünf LPGA-Major-Turniere, gehört aber nicht zur European Tour (LET) der Damen. In der Geschichte der Ladies Professional Golf Association (LPGA) wurde es als zweites Turnier nach der United States Women’s Open Championship ausgetragen. Derzeit trägt es wegen der Sponsoren den Namen: KPMG Women’s PGA Championship.
Mit einem Preisgeld von 3,5 Millionen US-Dollar qualifiziert sich die Siegerin automatisch für die LPGA Tour Championship, die zum Saisonende der PGA Tour ausgetragen wird.

## Frühere Turniernamen
Der Name des Turniers wurde im Laufe der Jahre mehrfach geändert:
- 1955–1986: LPGA Championship
- 1987–1993: Mazda LPGA Championship
- 1994–2000: McDonald’s LPGA Championship
- 2001–2003: McDonald’s LPGA Championship presented by AIG
- 2004–2009: McDonald’s LPGA Championship presented by Coca-Cola
- 2010: LPGA Championship presented by Wegmans
- 2010–2014: Wegmans LPGA Championship
- seit 2015: KPMG Women's PGA Championship

## Kontroverse Professionals – Amateure
Vor 2005 war die LPGA Championship ausschließlich ein Profiturnier. Dies war ein Gegensatz zu den US- und Britisch Open, die beide seit langer Zeit sowohl Profis als auch Amateuren offenstehen.
Die LPGA Championship ist eine Veranstaltung der LPGA, die gegründet wurde, um den Damen insbesondere im Damen-Profi-Golf eine Chance zu bieten. Im Jahr 2005 wurde diese Regel aufgehoben, um der Noch-Amateurin Michelle Wie die Teilnahme zu ermöglichen und so die Medienberichterstattung zu erhöhen und mehr Eintrittskarten zu verkaufen – auch wenn die LPGA dies nicht öffentlich eingestand. Einige Profis opponierten gegen diesen Schritt und argumentierten, die Amateure würden auf Kosten der weniger erfolgreichen Profis der LPGA-Tour teilnehmen, die regelmäßig spielten. So bezeichnete Laura Davies als eine der führenden Profis die Regeländerung als kurzsichtig.
2006 wurde die LPGA Championship wieder als reines Profi-Turnier ausgetragen. Michelle Wie nahm als Profi teil, nachdem sie im Oktober 2005 Millionen-Dollar-Verträge mit Nike, Sony und anderen Sponsoren abgeschlossen hatte.

## Siegerinnen seit 1955
| Jahr | Siegerin          | Nationalität        | Ergebnis | Ergebnis | Austragungsort                     | Course                        | Preisgeld    | Sieger- Preisgeld |
| ---- | ----------------- | ------------------- | -------- | -------- | ---------------------------------- | ----------------------------- | ------------ | ----------------- |
| 2025 | Minjee Lee        | Australien          | 284      | (−4)     | Frisco, Texas                      | PGA Frisco                    | $ 12.000.000 | $ 1.800.000       |
| 2024 | Amy Yang          | Südkorea            | 281      | (−7)     | Sammamish, Washington              | Sahalee Country Club          | $ 10.400.000 | $ 1.560.000       |
| 2023 | Yin Ruoning       | Volksrepublik China | 276      | (−8)     | Springfield Township, New Jersey   | Baltusrol Golf Club           | $ 10.000.000 | $ 1.500.000       |
| 2022 | Chun In-gee       | Südkorea            | 283      | (−5)     | Bethesda, Maryland                 | Congressional Country Club    | $ 9.000.000  | $ 1.350.000       |
| 2021 | Nelly Korda       | Vereinigte Staaten  | 269      | (−19)    | Johns Creek, Atlanta               | Atlanta Athletic Club         | $ 4.500.000  | $ 675.000         |
| 2020 | Kim Sei-young     | Südkorea            | 266      | (−14)    | Newtown Township, Pennsylvania     | Aronimink Golf Club           | $ 4.300.000  | $ 645.000         |
| 2019 | Hannah Green      | Australien          | 279      | (−9)     | Chaska, Minnesota                  | Hazeltine National Golf Club  | $ 3.850.000  | $ 577.500         |
| 2018 | Park Sung-hyun    | Südkorea            | 278      | (−10)    | Long Grove, Illinois               | Kemper Lakes Golf Club        | $ 3.650.000  | $ 547.500         |
| 2017 | Danielle Kang     | Vereinigte Staaten  | 271      | (−13)    | Olympia Fields, Illinois           | Olympia Fields Country Club   | $ 3.500.000  | $ 525.000         |
| 2016 | Brooke Henderson  | Kanada              | 278      | (−6)     | Sammamish, Washington              | Sahalee Country Club          | $ 3.500.000  | $ 525.000         |
| 2015 | Park In-bee       | Südkorea            | 273      | (−19)    | Harrison, New York                 | Westchester Country Club      | $ 3.500.000  | $ 525.000         |
| 2014 | Park In-bee       | Südkorea            | 277      | (−11)    | Pittsford, New York                | Monroe Golf Club              | $ 2.250.000  | $ 337.500         |
| 2013 | Park In-bee       | Südkorea            | 283      | (−5)     | Pittsford, New York                | Locust Hill Country Club      | $ 2.250.000  | $ 337.500         |
| 2012 | Feng Shanshan     | Volksrepublik China | 282      | (−6)     | Pittsford, New York                | Locust Hill Country Club      | $ 2.500.000  | $ 375.000         |
| 2011 | Yani Tseng        | Taiwan              | 269      | (−19)    | Pittsford, New York                | Locust Hill Country Club      | $ 2.500.000  | $ 375.000         |
| 2010 | Cristie Kerr      | Vereinigte Staaten  | 269      | (−19)    | Pittsford, New York                | Locust Hill Country Club      | $ 2.250.000  | $ 337.500         |
| 2009 | Anna Nordqvist    | Schweden            | 273      | (−15)    | Havre de Grace, Maryland           | Bulle Rock Golf Course        | $ 2.000.000  | $ 300.000         |
| 2008 | Yani Tseng        | Taiwan              | 276      | (−12)    | Havre de Grace, Maryland           | Bulle Rock Golf Course        | $ 2.000.000  | $ 300.000         |
| 2007 | Suzann Pettersen  | Norwegen            | 274      | (−14)    | Havre de Grace, Maryland           | Bulle Rock Golf Course        | $ 2.000.000  | $ 300,000         |
| 2006 | Se Ri Pak         | Südkorea            | 280      | (−8)     | Havre de Grace, Maryland           | Bulle Rock Golf Course        | $ 1.800.000  | $ 270.000         |
| 2005 | Annika Sörenstam  | Schweden            | 277      | (−11)    | Havre de Grace, Maryland           | Bulle Rock Golf Course        | $ 1.800.000  | $ 270.000         |
| 2004 | Annika Sörenstam  | Schweden            | 271      | (−13)    | Wilmington, Delaware               | DuPont Country Club           | $ 1.600.000  | $ 240.000         |
| 2003 | Annika Sörenstam  | Schweden            | 278      | (−6)     | Wilmington, Delaware               | DuPont Country Club           | $ 1.600.000  | $ 240.000         |
| 2002 | Se Ri Pak         | Südkorea            | 279      | (−5)     | Wilmington, Delaware               | DuPont Country Club           | $ 1.500.000  | $ 225.000         |
| 2001 | Karrie Webb       | Australien          | 270      | (−14)    | Wilmington, Delaware               | DuPont Country Club           | $ 1.500.000  | $ 225.000         |
| 2000 | Juli Inkster      | Vereinigte Staaten  | 281      | (−3)     | Wilmington, Delaware               | DuPont Country Club           | $ 1.400.000  | $ 210.000         |
| 1999 | Juli Inkster      | Vereinigte Staaten  | 268      | (−16)    | Wilmington, Delaware               | DuPont Country Club           | $ 1.400.000  | $ 210.000         |
| 1998 | Se Ri Pak         | Südkorea            | 273      | (−11)    | Wilmington, Delaware               | DuPont Country Club           | $ 1.300.000  | $ 195.000         |
| 1997 | Christa Johnson   | Vereinigte Staaten  | 281      | (−3)     | Wilmington, Delaware               | DuPont Country Club           | $ 1.200.000  | $ 180.000         |
| 1996 | Laura Davies      | England             | 213      | (E)      | Wilmington, Delaware               | DuPont Country Club           | $ 1,200,000  | $ 180,000         |
| 1995 | Kelly Robbins     | Vereinigte Staaten  | 274      | (−10)    | Wilmington, Delaware               | DuPont Country Club           | $ 1.200.000  | $ 180.000         |
| 1994 | Laura Davies      | England             | 279      | (−5)     | Wilmington, Delaware               | DuPont Country Club           | $ 1.100.000  | $ 165.000         |
| 1993 | Patty Sheehan     | Vereinigte Staaten  | 275      | (−9)     | Bethesda, Maryland                 | Bethesda Country Club         | $ 1.000.000  | $ 150.000         |
| 1992 | Betsy King        | Vereinigte Staaten  | 267      | (−17)    | Bethesda, Maryland                 | Bethesda Country Club         | $ 1.000.000  | $ 150.000         |
| 1991 | Meg Mallon        | Vereinigte Staaten  | 274      | (−10)    | Bethesda, Maryland                 | Bethesda Country Club         | $ 1.000,000  | $ 150.000         |
| 1990 | Beth Daniel       | Vereinigte Staaten  | 280      | (−4)     | Bethesda, Maryland                 | Bethesda Country Club         | $ 1.000.000  | $ 150.000         |
| 1989 | Nancy Lopez       | Vereinigte Staaten  | 274      | (−14)    | Kings Island, Ohio                 | Jack Nicklaus Sports Center   | $ 500.000    | $ 75.000          |
| 1988 | Sherri Turner     | Vereinigte Staaten  | 281      | (−7)     | Kings Island, Ohio                 | Jack Nicklaus Sports Center   | $ 350.000    | $ 52.500          |
| 1987 | Jane Geddes       | Vereinigte Staaten  | 275      | (−13)    | Kings Island, Ohio                 | Jack Nicklaus Sports Center   | $ 350.000    | $ 52.000          |
| 1986 | Pat Bradley       | Vereinigte Staaten  | 277      | (−11)    | Kings Island, Ohio                 | Jack Nicklaus Sports Center   | $ 300.000    | $ 45.000          |
| 1985 | Nancy Lopez       | Vereinigte Staaten  | 275      | (−15)    | Kings Island, Ohio                 | Jack Nicklaus Sports Center   | $ 250.000    | $ 37.500          |
| 1984 | Patty Sheehan     | Vereinigte Staaten  | 272      | (−16)    | Kings Island, Ohio                 | Jack Nicklaus Sports Center   | $ 250.000    | $ 37.500          |
| 1983 | Patty Sheehan     | Vereinigte Staaten  | 279      | (−9)     | Kings Island, Ohio                 | Jack Nicklaus Sports Center   | $ 200.000    | $ 30.000          |
| 1982 | Jan Stephenson    | Australien          | 279      | (−9)     | Kings Island, Ohio                 | Jack Nicklaus Sports Center   | $ 200.000    | $ 30.000          |
| 1981 | Donna Caponi      | Vereinigte Staaten  | 280      | (−8)     | Kings Island, Ohio                 | Jack Nicklaus Sports Center   | $ 150.000    | $ 22.500          |
| 1980 | Sally Little      | Südafrika           | 285      | (−3)     | Kings Island, Ohio                 | Jack Nicklaus Sports Center   | $ 150.000    | $ 22.500          |
| 1979 | Donna Caponi      | Vereinigte Staaten  | 279      | (−9)     | Kings Island, Ohio                 | Jack Nicklaus Sports Center   | $ 150.000    | $ 22.500          |
| 1978 | Nancy Lopez       | Vereinigte Staaten  | 275      | (−13)    | Kings Island, Ohio                 | Jack Nicklaus Sports Center   | $ 150.000    | $ 22.500          |
| 1977 | Chako Higuchi     | Japan               | 279      | (−9)     | North Myrtle Beach, South Carolina | Bay Tree Golf Plantation      | $ 150,000    | $ 22.500          |
| 1976 | Betty Burfeindt   | Vereinigte Staaten  | 287      | (−5)     | Baltimore, Maryland                | Pine Ridge Golf Course        | $ 55.000     | $ 8.000           |
| 1975 | Kathy Whitworth   | Vereinigte Staaten  | 288      | (−4)     | Baltimore, Maryland                | Pine Ridge Golf Course        | $ 55.000     | $ 8.000           |
| 1974 | Sandra Haynie     | Vereinigte Staaten  | 287      | (−5)     | Sutton, Massachusetts              | Pleasant Valley Country Club  | $ 50.000     | $ 7.000           |
| 1973 | Mary Mills        | Vereinigte Staaten  | 288      | (−4)     | Sutton, Massachusetts              | Pleasant Valley Country Club  | $ 35.000     | $ 5.250           |
| 1972 | Kathy Ahern       | Vereinigte Staaten  | 293      | (+1)     | Sutton, Massachusetts              | Pleasant Valley Country Club  | $ 50.000     | $ 7.500           |
| 1971 | Kathy Whitworth   | Vereinigte Staaten  | 288      | (−4)     | Sutton, Massachusetts              | Pleasant Valley Country Club  | $ 53.000     | $ 7.950           |
| 1970 | Shirley Englehorn | Vereinigte Staaten  | 285      | (−7)     | Sutton, Massachusetts              | Pleasant Valley Country Club  | $ 30.000     | $ 4.500           |
| 1969 | Betsy Rawls       | Vereinigte Staaten  | 293      | (+1)     | Kiamesha Lake, New York            | Concord Golf Course           | $ 35.000     | $ 5.250           |
| 1968 | Sandra Post       | Kanada              | 294      | (+2)     | Sutton, Massachusetts              | Pleasant Valley Country Club  | $ 20.000     | $ 3.000           |
| 1967 | Kathy Whitworth   | Vereinigte Staaten  | 284      | (−8)     | Sutton, Massachusetts              | Pleasant Valley Country Club  | $ 17.500     | $ 2.625           |
| 1966 | Gloria Ehret      | Vereinigte Staaten  | 282      | (−2)     | Las Vegas, Nevada                  | Stardust Country Club         | $ 16.500     | $ 2.475           |
| 1965 | Sandra Haynie     | Vereinigte Staaten  | 279      | (−5)     | Las Vegas, Nevada                  | Stardust Country Club         | $ 17.500     | $ 2.475           |
| 1964 | Mary Mills        | Vereinigte Staaten  | 278      | (−6)     | Las Vegas, Nevada                  | Stardust Country Club         | $ 16.500     | $ 2.450           |
| 1963 | Mickey Wright     | Vereinigte Staaten  | 294      | (+10)    | Las Vegas, Nevada                  | Stardust Country Club         | $ 16.500     | $ 2.450           |
| 1962 | Judy Kimball      | Vereinigte Staaten  | 282      | (−2)     | Las Vegas, Nevada                  | Stardust Country Club         | $ 15.000     | $ 2.300           |
| 1961 | Mickey Wright     | Vereinigte Staaten  | 287      | (+3)     | Las Vegas, Nevada                  | Stardust Country Club         | $ 15.000     | $ 2.500           |
| 1960 | Mickey Wright     | Vereinigte Staaten  | 292      |          | French Lick, Indiana               | Sheraton Hotel Country Club   | $ 15.000     | $ 2.500           |
| 1959 | Betsy Rawls       | Vereinigte Staaten  | 287      |          | French Lick, Indiana               | Sheraton Hotel Country Club   | $ 7.500      | $ 1.247           |
| 1958 | Mickey Wright     | Vereinigte Staaten  | 288      |          | Pittsburgh, Pennsylvania           | Churchill Valley Country Club | $ 7.500      | $ 1.247           |
| 1957 | Louise Suggs      | Vereinigte Staaten  | 285      |          | Pittsburgh, Pennsylvania           | Churchill Valley Country Club | $ 7.600      | $ 1.316           |
| 1956 | Marlene Hagge     | Vereinigte Staaten  | 291      |          | Detroit, Michigan                  | Forest Lake Country Club      | $ 6.500      | $ 1.350           |
| 1955 | Beverly Hanson    | Vereinigte Staaten  | 220      |          | Fort Wayne, Indiana                | Orchard Ridge Country Club    | $ 6.000      | $ 1.200           |

## Mehrfach-Siegerinnen
- 4 Siege: Mickey Wright (1958, 1960, 1961, 1963)
- 3 Siege: Kathy Whitworth (1967, 1971, 1975), Nancy Lopez (1978, 1985, 1989), Patty Sheehan (1983, 1984,1993), Se Ri Pak (1998, 2002, 2006), Annika Sörenstam (2003, 2004, 2005), Park In-bee (2013, 2014, 2015)
- 2 Siege: Betsy Rawls (1959, 1969), Mary Mills (1964, 1973), Sandra Haynie (1965, 1974), Donna Caponi (1979, 1981), Laura Davies (1994, 1996), Juli Inkster (1999, 2000), Yani Tseng (2008, 2011)